# Karosa C 834
Karosa C 834 je model meziměstského linkového autobusu, který vyráběla společnost Karosa Vysoké Mýto v letech 1997 až 1999.

## Konstrukce
Konstrukčně je C 834 téměř shodný s klasickým linkovým typem Karosa C 734. Jedná se o dvounápravový autobus s hranatou, polosamonosnou karoserií a motorem umístěným za zadní nápravou. Vzhledově se s typem C 734 prakticky shoduje. V pravé bočnici se nacházejí dvoje dvoukřídlé výklopné dveře (první před přední nápravou, druhé před nápravou zadní). Sedačky pro cestující jsou rozmístěny 2+2 se střední uličkou. Pod podlahou, mezi nápravami, se nachází zavazadlový prostor. Od typu C 734 se model C 834 odlišuje především lepším zateplením, protože tyto vozy byly primárně určeny pro ruské dopravce.

## Výroba a provoz
Produkce vozů C 834 začala v roce 1997 (po skončení výroby řady 700) a byla ukončena v roce 1999, kdy začaly být i do zemí bývalého Sovětského svazu exportovány vozy řady 900. Výroba řady 800, a tedy i typu C 834, začala z důvodu problémů se schválením nových autobusů řady 900 v těchto státech. Celkem bylo vyrobeno 36 vozů C 834.
Drtivá většina vozů C 834 byla určena na export do států bývalého Sovětského svazu. Vzhledem k finančním problémům některých kupců ale několik málo autobusů C 834 začalo jezdit i po České a Slovenské republice.

## Historické vozy
- Autobusy VKJ (1 vůz, SPZ AV 20-68)
- Martin Uher (dopravce) (1 vůz, SPZ PZA 71-70)